# Monsters of Drumstep Vol. 1
Monsters of Drumstep Vol. 1 – pierwszy album z serii Monsters amerykańskiego producenta muzycznego Figure'a, wydany 28 lutego 2011 roku.

## Lista utworów
iTunes
1. "Aliens" - 5:54
2. "Vampires" - 4:49
3. "Zombies" - 4:51
4. "Frankenstein" (feat. Kanji Kinetic) - 5:36
5. "Aliens" (VIP Edit) - 5:44
6. "Zombies" (VIP Edit) - 3:43

Soundcloud
1. "Aliens" (VIP Edit) - 5:44
2. "Vampires" - 4:49
3. "Zombie" - 4:51
4. "Frankenstein" (feat. Kanji Kinetic) - 5:36
5. "The Werewolf" (VIP Edit) - 3:36
6. "Zombies" (VIP Edit) - 3:43

Winyl
1. "Werewolf" - 5:45
2. "Aliens" - 5:54
3. "Zombie" - 4:51
4. "Frankenstein" (feat. Kanji Kinetic) - 5:36
5. "Vampires" - 4:49
6. "The Monster's Revenge" - 3:46